# Ussac
Ussac est une commune française située dans le département de la Corrèze en région Nouvelle-Aquitaine. Ses habitants sont appelés les Ussacois et les Ussacoises.

## Géographie
La commune française d'Ussac est située dans l'unité urbaine de Brive-la-Gaillarde. Le confluent de la Vézère et de la Corrèze se trouve au sud-ouest de la commune, laquelle est traversée par un affluent de la Corrèze, le Maumont, et son affluent le Clan.

### Communes limitrophes
Les communes limitrophes sont  Brive-la-Gaillarde, Donzenac, Malemort, Saint-Pantaléon-de-Larche, Saint-Viance, Sainte-Féréole et Varetz.
| Saint-Viance              | Donzenac           | Sainte-Féréole |
| Varetz                    | Ussac              |                |
| Saint-Pantaléon-de-Larche | Brive-la-Gaillarde | Malemort       |

### Climat
Pour des articles plus généraux, voir Climat de la Nouvelle-Aquitaine et Climat de la Corrèze.
Historiquement, la commune est exposée à un climat océanique aquitain.  
En 2020, Météo-France publie une typologie des climats de la France métropolitaine dans laquelle la commune est dans une zone de transition entre le climat océanique altéré et le climat de montagne et est dans la région climatique  Ouest et nord-ouest du Massif Central, caractérisée par une pluviométrie annuelle de 900 à 1 500 mm, maximale en automne et en hiver.
Pour la période 1971-2000, la température annuelle moyenne est de 12,3 °C, avec  une amplitude thermique annuelle de 15,2 °C. Le cumul annuel moyen de précipitations est de 1 030 mm, avec 12,4 jours de précipitations en janvier et 7,3 jours en juillet. Pour la période 1991-2020, la température moyenne annuelle observée sur la station météorologique la plus proche, située sur la commune de Brive-la-Gaillarde à 4 km à vol d'oiseau, est de 12,9 °C et le cumul annuel moyen de précipitations est de 903,9 mm,. Pour l'avenir, les paramètres climatiques de la commune estimés pour 2050 selon différents scénarios d’émission de gaz à effet de serre sont consultables sur un site dédié publié par Météo-France en novembre 2022.

## Urbanisme

### Typologie
Au 1er janvier 2024, Ussac est catégorisée ceinture urbaine, selon la nouvelle grille communale de densité à 7 niveaux définie par l'Insee en 2022.
Elle appartient à l'unité urbaine de Brive-la-Gaillarde, une agglomération inter-départementale dont elle est une commune de la banlieue,. Par ailleurs la commune fait partie de l'aire d'attraction de Brive-la-Gaillarde, dont elle est une commune de la couronne,. Cette aire, qui regroupe 80 communes, est catégorisée dans les aires de 50 000 à moins de 200 000 habitants,.

### Occupation des sols
L'occupation des sols de la commune, telle qu'elle ressort de la base de données européenne d’occupation biophysique des sols Corine Land Cover (CLC), est marquée par l'importance des territoires agricoles (54,6 % en 2018), en diminution par rapport à 1990 (62,3 %). La répartition détaillée en 2018 est la suivante : 
zones agricoles hétérogènes (46,8 %), forêts (21 %), zones urbanisées (19,2 %), prairies (7,8 %), zones industrielles ou commerciales et réseaux de communication (5,2 %).
L'évolution de l’occupation des sols de la commune et de ses infrastructures peut être observée sur les différentes représentations cartographiques du territoire : la carte de Cassini (XVIIIe siècle), la carte d'état-major (1820-1866) et les cartes ou photos aériennes de l'IGN pour la période actuelle (1950 à aujourd'hui).

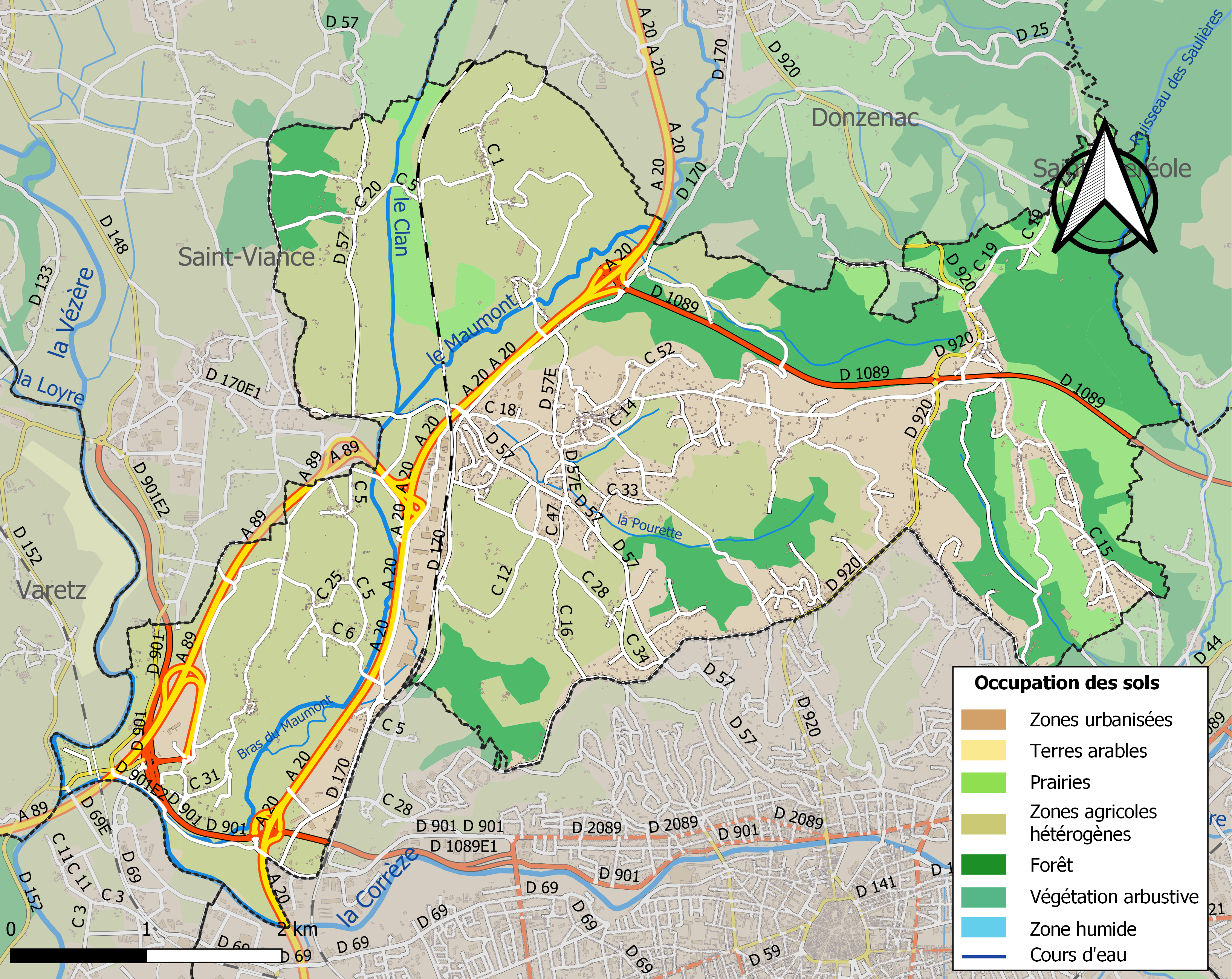
Carte des infrastructures et de l'occupation des sols de la commune en 2018 (CLC).

### Risques majeurs
Le territoire de la commune d'Ussac est vulnérable à différents aléas naturels : météorologiques (tempête, orage, neige, grand froid, canicule ou sécheresse), inondations, feux de forêts, mouvements de terrains et séisme (sismicité très faible). Il est également exposé à deux risques technologiques,  le transport de matières dangereuses et la rupture d'un barrage, et à un risque particulier : le risque de radon. Un site publié par le BRGM permet d'évaluer simplement et rapidement les risques d'un bien localisé soit par son adresse soit par le numéro de sa parcelle.

#### Risques naturels

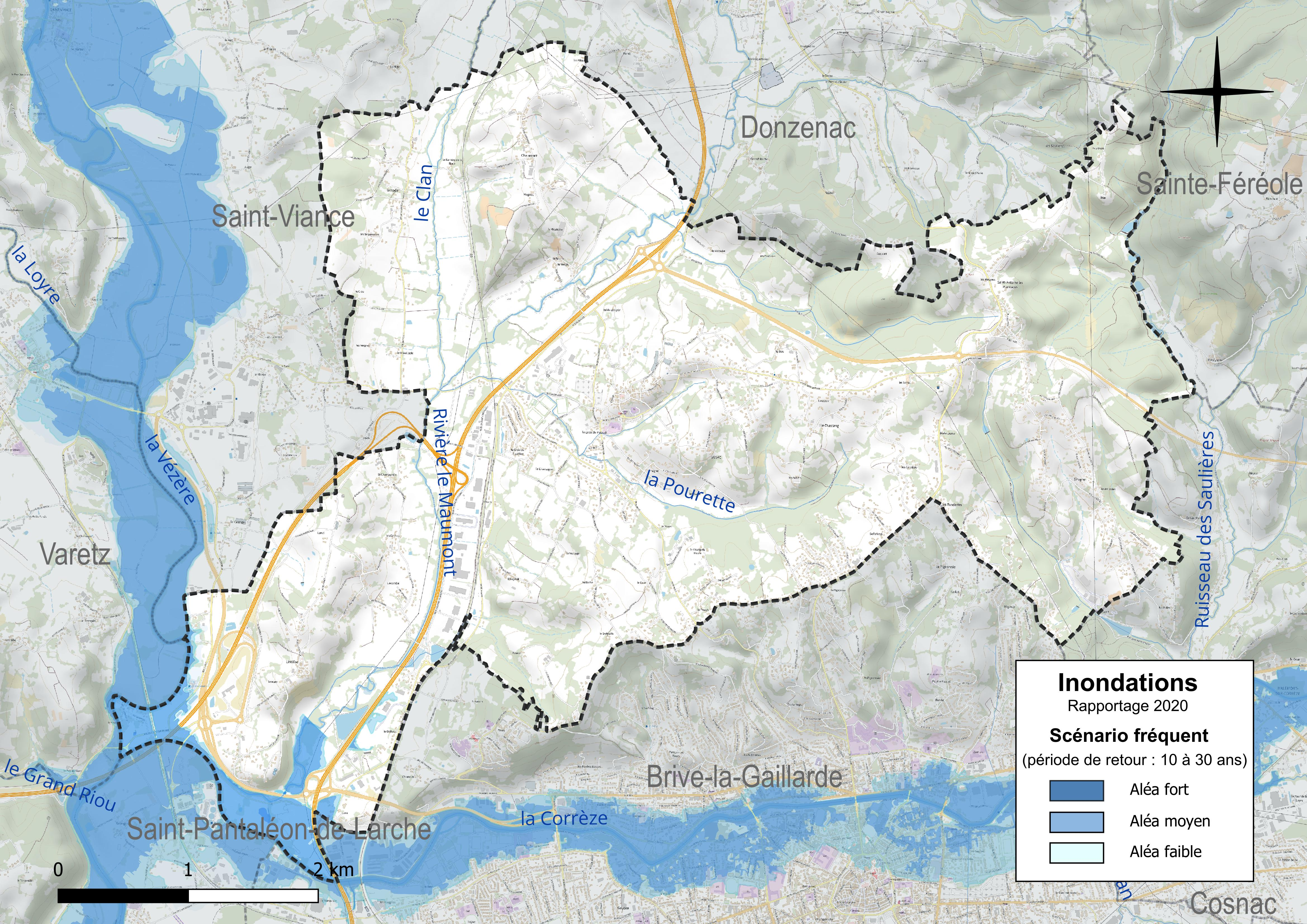
Carte de la zone inondable de la commune définie pour le scénario fréquent, dans le territoire à risque important d’inondation (TRI) Tulle-Brive.

La commune fait partie du territoire à risques importants d'inondation (TRI) de Tulle-Brive, regroupant 20 communes concernées par un risque de débordement de la Corrèze et de la Vézère (17 dans la Corrèze et trois dans la Dordogne), un des 18 TRI qui ont été arrêtés le 11 janvier 2013 sur le bassin Adour-Garonne. Des cartes des surfaces inondables ont été établies pour trois scénarios : fréquent (crue de temps de retour de 10 ans à 30 ans), moyen (temps de retour de 100 ans à 300 ans) et extrême (temps de retour de l'ordre de 1 000 ans, qui met en défaut tout système de protection). La commune a été reconnue en état de catastrophe naturelle au titre des dommages causés par les inondations et coulées de boue survenues en 1982, 1983, 1993, 1999, 2001, 2008 et 2016,. Le risque inondation est pris en compte dans l'aménagement du territoire de la commune par le biais du plan de prévention des risques (PPR) inondation « Corrèze et affluents du bassin de Brive-la-Gaillarde », approuvé le 29 janvier 2019. 

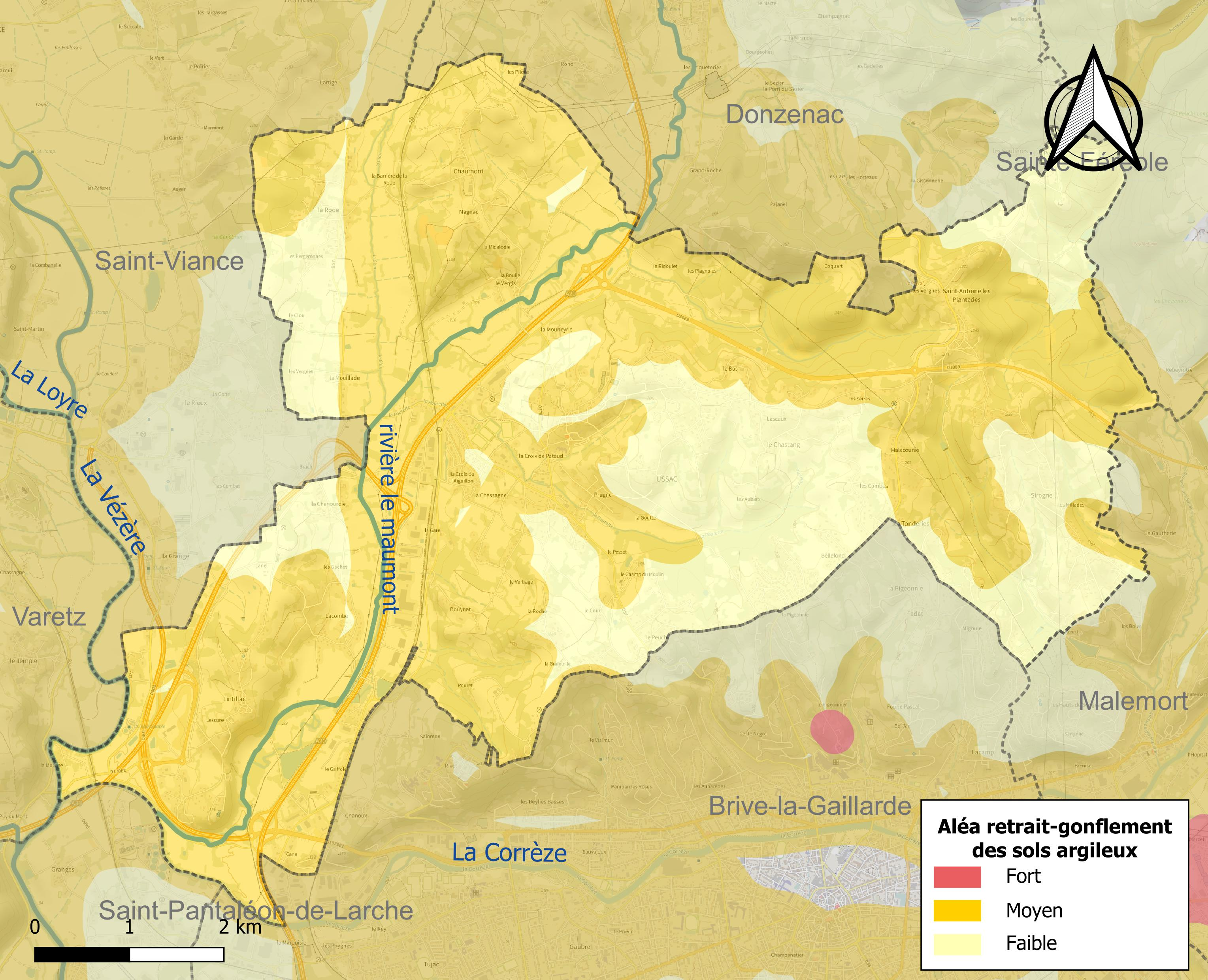
Carte des zones d'aléa retrait-gonflement des sols argileux d'Ussac.

La commune est vulnérable au risque de mouvements de terrains constitué principalement du retrait-gonflement des sols argileux. Cet aléa est susceptible d'engendrer des dommages importants aux bâtiments en cas d’alternance de périodes de sécheresse et de pluie. 71,2 % de la superficie communale est en aléa moyen ou fort (26,8 % au niveau départemental et 48,5 % au niveau national). Sur les 1 808 bâtiments dénombrés sur la commune en 2019,  896 sont en aléa moyen ou fort, soit 50 %, à comparer aux 36 % au niveau départemental et 54 % au niveau national. Une cartographie de l'exposition du territoire national au retrait gonflement des sols argileux est disponible sur le site du BRGM,.
Concernant les feux de forêt, aucun plan de prévention des risques incendie de forêt (PPRIF) n’a été établi en Corrèze, néanmoins le code de l’urbanisme impose la prise en compte des risques dans les documents d’urbanisme. Le périmètre des servitudes d'utilité publique et des zones d'obligation légale de débroussaillement pour les particuliers est quant à lui défini pour la commune dans une carte dédiée. 
Concernant les mouvements de terrains, la commune a été reconnue en état de catastrophe naturelle au titre des dommages causés par la sécheresse en 2011, 2018, 2019 et 2020 et par des mouvements de terrain en 1999.

#### Risques technologiques
Le risque de transport de matières dangereuses sur la commune est lié à sa traversée par une route à fort trafic, une ligne de chemin de fer et une canalisation de transport d'hydrocarbures. Un accident se produisant sur de telles infrastructures est susceptible d’avoir des effets graves sur les biens, les personnes ou l'environnement, selon la nature du matériau transporté. Des dispositions d’urbanisme peuvent être préconisées en conséquence. 
La commune est en outre située en aval du barrage de Monceaux la Virolle, un ouvrage de classe A situé en Corrèze et disposant d'une retenue de 20,5 millions de mètres cubes. À ce titre elle est susceptible d’être touchée par l’onde de submersion consécutive à la rupture de cet ouvrage.

#### Risque particulier
Dans plusieurs parties du territoire national, le radon, accumulé dans certains logements ou autres locaux, peut constituer une source significative d’exposition de la population aux rayonnements ionisants. Certaines communes du département sont concernées par le risque radon à un niveau plus ou moins élevé. Selon la classification de 2018, la commune d'Ussac est classée en zone 3, à savoir zone à potentiel radon significatif. 

## Politique et administration

### Liste des maires
| Période        | Période           | Identité               | Étiquette    | Qualité                                                                                         |
| -------------- | ----------------- | ---------------------- | ------------ | ----------------------------------------------------------------------------------------------- |
| 1791           |                   | Jean Baptiste Lanot    |              |                                                                                                 |
| 1803           | 1805              | Jean Léger Boulle      |              |                                                                                                 |
| 1805           | 1808              | Pierre Chaudru         |              |                                                                                                 |
| 1808           | 1815              | Antoine Delpy          |              |                                                                                                 |
| octobre 1815   | 1816              | Jean Tournadour        |              |                                                                                                 |
| décembre 1816  | 1821              | Léonard Delpeuch       |              |                                                                                                 |
| avril 1821     | 1832              | Pierre Tournadour      |              |                                                                                                 |
| janvier 1832   | 1837              | Elie Tournadour        |              |                                                                                                 |
| juillet 1837   | 1843              | Jean Lajoinie          |              |                                                                                                 |
| juillet 1843   | 1848              | Elie Tournadour        |              |                                                                                                 |
| septembre 1848 | 1850              | Jean Lajoinie          |              |                                                                                                 |
| août 1850      | 1851              | Pierre Lajoinie        |              |                                                                                                 |
| janvier 1851   | 1851              | Jean Lajoinie          |              |                                                                                                 |
| décembre 1851  | 1863              | Pierre Tournadour      |              |                                                                                                 |
| mai 1863       | 1870              | François Fronty        |              |                                                                                                 |
| septembre 1870 | 1871              | Émile Bonnesoeur       |              |                                                                                                 |
| mai 1871       | 1873              | Germain Tournadour     |              |                                                                                                 |
| juillet 1873   | 1874              | Antoine Tournet        |              |                                                                                                 |
| février 1874   | 1878              | Antoine Fronty         |              |                                                                                                 |
| mars 1878      | 1888              | Émile Bonnesoeur       |              |                                                                                                 |
| juin 1888      | 1896              | Michel Tournadour      |              |                                                                                                 |
| juin 1896      | mai 1900          | Julien Madur           |              |                                                                                                 |
| mai 1900       | mai 1935          | Joseph Tassain         |              |                                                                                                 |
| mai 1935       | 1941              | Louis Dumond           |              |                                                                                                 |
| juillet 1941   | janvier 1944      | Alfred David           |              |                                                                                                 |
| janvier 1944   | octobre 1944      | Paul Tassain           |              |                                                                                                 |
| octobre 1944   | 1947              | Louis Dumond           |              |                                                                                                 |
| décembre 1947  | 1971              | Eugène Cluzan          |              |                                                                                                 |
| mai 1971       | juin 1982 (décès) | René Poignet           |              |                                                                                                 |
| juillet 1982   | mars 2001         | Jean Tournet           |              |                                                                                                 |
| mars 2001      | juillet 2020      | Gilbert Rouhaud        | DVG puis DVD | Retraité de la fonction publique Conseiller départemental de Malemort-sur-Corrèze (2015 → 2021) |
| juillet 2020   | En cours          | Jean-Philippe Bosselut | DVD          | Salarié de l'aéronautique Vice-président de la CA du Bassin de Brive (2020 → )                  |

## Démographie
| 1793  | 1800  | 1806  | 1821  | 1831  | 1836  | 1841  | 1846  | 1851  |
| ----- | ----- | ----- | ----- | ----- | ----- | ----- | ----- | ----- |
| 2 122 | 1 846 | 2 048 | 1 926 | 2 098 | 2 047 | 2 114 | 2 175 | 2 151 |

| 1856  | 1861  | 1866  | 1872  | 1876  | 1881  | 1886  | 1891  | 1896  |
| ----- | ----- | ----- | ----- | ----- | ----- | ----- | ----- | ----- |
| 2 057 | 1 992 | 1 974 | 1 891 | 1 856 | 1 860 | 1 860 | 1 811 | 1 862 |

| 1901  | 1906  | 1911  | 1921  | 1926  | 1931  | 1936  | 1946  | 1954  |
| ----- | ----- | ----- | ----- | ----- | ----- | ----- | ----- | ----- |
| 1 807 | 1 755 | 1 671 | 1 459 | 1 406 | 1 344 | 1 343 | 1 273 | 1 209 |

| 1962  | 1968  | 1975  | 1982  | 1990  | 1999  | 2006  | 2011  | 2016  |
| ----- | ----- | ----- | ----- | ----- | ----- | ----- | ----- | ----- |
| 1 240 | 1 387 | 1 655 | 2 077 | 2 762 | 3 260 | 3 475 | 3 986 | 4 169 |

| 2021  | 2022  | - | - | - | - | - | - | - |
| ----- | ----- | - | - | - | - | - | - | - |
| 4 253 | 4 271 | - | - | - | - | - | - | - |

## Vie locale

### Enseignement
Une école primaire accueillant 330 enfants est présente sur la commune.

### Équipements
La commune possède sur son territoire une salle des fêtes polyvalente, un accueil de loisirs en pleine expansion, une aire de jeux pour enfants, une bibliothèque, un centre multimédia, sept hectares de terrains de sports et de nombreux équipements sportifs et de loisirs (trois courts de tennis, un boulodrome, un skate-park, un city stade, une aire de jeux pour jeunes enfants, un étang de pêche, trois stades en herbe, un stade stabilisé, une salle omnisports).

## Lieux et monuments
- Église Saint-Julien[32],  Inscrit MH (1963) et son mobilier inscrit objets monuments historiques.
- Les ruines d'anciens remparts sont encore visibles aux alentours de l'église face à la commune voisine de Donzenac.
- Le monument aux morts.
- Château de Linthiliat, où sont nés certains membres de la famille de Viel-Castel[33].

## Personnalité liée à la commune
- Marc Breuer.

## Héraldique
| Blason de Ussac | Blason  | De gueules à une coquille d'argent soutenue d'un croissant de même, accostés de deux épées d'or la pointe en bas. |
| Blason de Ussac | Détails | Le statut officiel du blason reste à déterminer.                                                                  |

### Cartes
1. ↑  IGN, « Évolution comparée de l'occupation des sols de la commune sur cartes anciennes », sur remonterletemps.ign.fr (consulté le 2 juillet 2022).
2. ↑  « Cartographie interactive de l'exposition des sols au retrait-gonflement des argiles », sur infoterre.brgm.fr (consulté le 29 septembre 2024)